# With One Word
With One Word es el segundo álbum de estudio de la cantante y compositora estadounidense Alana Grace, lanzado el 10 de abril de 2009.

## Información
With one Word en español "con una sola palabra" fue el segundo álbum de estudio de Grace después de casi dos años sin publicar ni grabar nada, este álbum fue lanzado a mediados de 2009, el 10 de abril y fue producido por Nick Brophy que ya había trabajado con Avril Lavigne, Dwight Baker que ya había producido para Kelly Clarkson y Mike Greene que ya había producido para Paramore y Good Charlotte, este álbum incluía algunas pistas de su trabajo anterior Break The Silence incluyendo su mayor éxito "Black Roses Red". El álbum contó con 11 temas algunos de las canciones de su álbum anterior, fue grabado en Nashville, Tennessee y Los Ángeles, California y este álbum contó con un estilo musical similar al álbum anterior solo que con un estilo más pop y electrizante, entre las canciones que más destacaron del álbum fueron "Mess Of You", "Obssession" y "Breaking". Alana Grace se unió al Vans Warped Tour después de la publicación de With One Word.

## Composición
En este álbum Grace vio hacia adentro y escribió de lo que ella era en ese momento, este álbum era más acerca de algunos problemas y acontecimientos que habían pasado en su vida y no quería enfrentar. La canción “Goodbye Lost Innocence“ describe el lugar en donde estaba perfectamente. Otro tema de este álbum fue “Cold Day A August“ que era un tema más personal, que hablaba de un amigo suyo que falleció en agosto «Este tema fue muy personal fue escrita para un amigo cercano que murió en agosto, estuvo cerca de mi en mi adolescencia y aunque ya habíamos perdido contacto su muerte fue un golpe duro para mi, supongo que solo salió a la luz y me hizo reflexionar lo frágil que pueden ser nuestras vidas».
- Datos: Q8028032

## Lista de canciones
| N.º | Título                           | Duración |  |
| 1.  | «Mess Of You»                    | 3:44     |  |
| 2.  | «Breaking»                       | 3:50     |  |
| 3.  | «With One Word (House of Cards)» | 3:48     |  |
| 4.  | «Words Escape Me»                | 3:46     |  |
| 5.  | «Glass House»                    | 3:36     |  |
| 6.  | «The Other Side»                 | 3:53     |  |
| 7.  | «Obsession»                      | 3:49     |  |
| 8.  | «Paranoid»                       | 2:59     |  |
| 9.  | «Cold Day For August»            | 4:48     |  |
| 10. | «Goodbye Lost Innocence»         | 3:27     |  |
| 11. | «Black Roses Red (Bonus Track)»  | 4:07     |  |